# Seznam hradišť v Česku
Seznam hradišť v Česku zachycuje abecedně seřazený seznam hradišť na území České republiky s pravděpodobnou datací osídlení nebo archeologickými kulturami, které hradiště obývaly.
| Název lokality           | Název hradiště                 | Okres             | Kultury | Poznámky |
| ------------------------ | ------------------------------ | ----------------- | --- | --- |
| Albrechtice              | Sedlo                          | Klatovy           | halštatská, laténská | Mylně ztotožňováno s lokalitou Setuakaton na Ptolemaiově mapě.                                                                  |
| Bánov                    | Hrad                           | Uherské Hradiště  | bošácká | Na konci 13. století zde byl vystavěn hrad.                                                                                     |
| Bedrč                    | Na Hrobcích                    | Benešov           | | Objekt je nejasného stáří i funkce, zpochybňována bývá i vlastní existence hradiště.                                            |
| Bechyně                  | Zámek                          | Tábor             | doba bronzová, halštatská, laténská, slovanská | Místo později zastavěno hradem a městem.                                                                                        |
| Běleč                    | Nad Vůznicí                    | Beroun            | halštatská | Hradiště objeveno teprve v roce 2009.                                                                                           |
| Bělokozly                |                                | Benešov           | | V lokalitě dosud nebyly objeveny žádné nálezy.                                                                                  |
| Bezkov                   | Skalka                         | Znojmo            | moravská malovaná keramika, jevišovická, horákovská | |
| Bezkov                   | Smoha                          | Znojmo            | | Hradiště dosud nebylo prozkoumáno.                                                                                              |
| Bílavsko                 | Chlum                          | Kroměříž          | moravská malovaná keramika, lužická, platěnická | Zbytky hradiště zničeny výstavbou hradu.                                                                                        |
| Bílenec                  | Vlčí hora                      | Louny             | neolit, eneolit, starší a střední doba bronzová, halštatská | |
| Bílina                   | Bílina                         | Teplice           | slovanská | |
| Bílovice                 | Hrad                           | Prostějov         | moravská malovaná keramika, nálevkovité poháry, platěnická | |
| Bílovice nad Svitavou    | Hradisko                       | Brno-venkov       | moravská malovaná keramika, jevišovická, | Místo hradiště dnes zastavěno rodinnými domky.                                                                                  |
| Biskupice                | Hrubé kolo                     | Svitavy           | platěnická, popelnicových polí | M. Plaček v roce 2001 považoval opevnění za zbytky po středověkém sídlu.                                                        |
| Biskupice                |                                | Svitavy           | slovanská | Hradiště se podařilo datovat teprve v roce 2003.                                                                                |
| Bítov                    | Bítov                          | Znojmo            | slovanská | Na místě hradiště dnes stojí hrad.                                                                                              |
| Blučina                  | Cezavy                         | Brno-venkov       | únětická, věteřovská, středodunajská popelnicová pole, horákovská | |
| Bohuslavice              | Hradisko                       | Hodonín           | | Bývá řazeno do kultury lužických popelnicových polí, nicméně dosud se odtud nepodařilo získat žádné nálezy.                     |
| Bohuslavice nad Vláří    | Vyšehrad                       | Zlín              | lužická | Ačkoliv je známo už od konce 19. století, datovat se jej podařilo až v roce 1992.                                               |
| Borkovany                |                                | Břeclav           | pozdní doba bronzová | V minulosti zařazováno i do lužické, slezské či horákovské kultury či doby halštatské.                                          |
| Borkovany                |                                | Břeclav           | dosud nedatováno | Objeveno teprve v roce 1997 pomocí letecké prospekce.                                                                           |
| Boršice u Blatnice       | Hradišťko                      | Uherské Hradiště  | halštatská, slovanská | |
| Bořitov                  | Velký Chlum                    | Blansko           | | Dosud se zde nepodařilo získat žádné nálezy.                                                                                    |
| Boskovice                | Hradiště Boskovické            | Blansko           | dosud nedatováno | Nálezy získané J. Kniesem, jenž hradiště pojmenoval, jsou dnes ztracené.                                                        |
| Boskovice                | Bašta                          | Blansko           | lužická, horákovská | Později byl na jeho místě patrně vystavěn hrad, snad předchůdce Boskovického hradu.                                             |
| Boudy                    | Hrad                           | Písek             | českofalcká mohylová, halštatská, časný latén | Označováno také jako Kozí hrad či Hrad u Čimelic.                                                                               |
| Brankovice               | Hradištěk                      | Vyškov            | lužická | Od roku 1942 je zde uvažována středověká tvrz.                                                                                  |
| Brno                     | Petrov                         | Brno-město        | pozdní doba kamenná, věteřovská, podunajská popelnicová pole | |
| Brno                     | Staré Brno                     | Brno-město        | slovanská (brněnský hrad) | Dnes je na místě hradiště zástavba mezi ulicemi Václavská a Poříčí                                                              |
| Brno-Bosonohy            |                                | Brno-město        | jevišovická, horákovská | |
| Brno-Líšeň               | Chochola                       | Brno-město        | středodunajská popelnicová pole | V době nálezu v roce 1940 považováno za oppidum.                                                                                |
| Brno-Líšeň               |                                | Brno-město        | moravská malovaná keramika, jordanovská, středodunajská popelnicová pole, lineární keramika                                                                                                | Dnes je místo hradiště zastavěno.                                                                                               |
| Brno-Líšeň               | Staré Zámky                    | Brno-město        | moravská malovaná keramika, jevišovická, středodunajská popelnicová pole, laténská, slovanská                                                                                              | |
| Brno-Maloměřice          | Hády                           | Brno-město        | jevišovická | Dnes je místo hradiště odtěženo.                                                                                                |
| Brno-Obřany              | Hradisko                       | Brno-město        | středodunajská popelnicová pole, horákovská, laténská | |
| Brno-Obřany              | Skály                          | Brno-město        | středodunajská popelnicová pole, horákovská, laténská | |
| Brumov                   | Hrad                           | Zlín              | laténská | Místo zastavěno středověkým hradem.                                                                                             |
| Brusné                   |                                | Kroměříž          | lužická, platěnická | Část plochy hradiště zabírá hrad Křídlo.                                                                                        |
| Břeclav                  |                                | Břeclav           | slovanská | Místo je dnes zastavěno budovami břeclavského zámku.                                                                            |
| Břeclav                  | Pohansko                       | Břeclav           | velkomoravská | Na jižním okraji hradiště byl Lichtenštejny vystavěn lovecký zámeček Pohansko.                                                  |
| Budkovice                | Myslivárna                     | Brno-venkov       | věteřovská, středodunajská popelnicová pole, horákovská | |
| Budkovice                |                                | Brno-venkov       | pozdní doba kamenná, mladší doba bronzová, horákovská, slovanská | Objeveno až v roce 1990. |
| Buchlovice               | Holý kopec                     | Uherské Hradiště  | lužická, platěnická | |
| Buchlovice               | Modla                          | Uherské Hradiště  | jevišovická, lužická, laténská | Část hradiště zastavěna kaplí sv. Barbory.                                                                                      |
| Bulhary                  | Burgstall                      | Břeclav           | zvoncovité poháry, věteřovská, středodunajská popelnicová pole, horákovská, slovanská | První výzkumy z let 1920 a 1933 zasazovaly vznik hradiště do germánské doby či středověku.                                      |
| Bystřice pod Lopeníkem   | Ordějov                        | Uherské Hradiště  | dosud nedatováno | Lokalita poprvé popsána v roce 1887 jako Ordějovská sopka.                                                                      |
| Bystřička                | Klenov                         | Vsetín            | lužická, platěnická | Ve středověku byl na místě hradiště vystavěn hrad.                                                                              |
| Čechovice                | Čechovsko                      | Prostějov         | nálevkovité poháry | |
| Čejč                     | Špidlák                        | Hodonín           | únětická | Objeveno leteckou prospekcí teprve v roce 1990.                                                                                 |
| Čejč                     | Špidlák                        | Hodonín           | horákovská | Objeveno v roce 1990 leteckou prospekcí nedaleko prvního čejčského hradiště.                                                    |
| Černovice                | Hradiště                       | Chomutov          | mohylová, knovízská, slovanská | |
| Čekyně                   | Hradisko                       | Přerov            | lužická, platěnická, pozdní doba kamenná | |
| Češov                    | Češovské valy                  | Jičín             | laténská, slovanská | |
| Čučice                   |                                | Brno-venkov       | jevišovická | |
| Diváky                   | Burberk                        | Břeclav           | horákovská, laténská, slovanská | |
| Dlouhá Loučka            |                                | Brno-venkov       | slovanská | Místo zničeno výstavbou středověkého hradu.                                                                                     |
| Dneboh                   | Klamorna                       | Mladá Boleslav    | řivnáčská, kulovitých amfor, lužická, laténská, slovanská | V pozdější době pravděpodobně spojeno s hradištěm Hrada v jeden celek.                                                          |
| Dneboh                   | Hrada                          | Mladá Boleslav    | lineární keramika, vypíchaná keramika, nálevkovité poháry, kanelovaná keramika, halštatská, laténská, slovanská                                                                            | |
| Dolní Kounice            |                                | Brno-venkov       | jevišovická, věteřovská, středodunajská popelnicová pole, horákovská | Část hradiště je zastavěna kaplí sv. Antonína a křížovou cestou.                                                                |
| Dolní Věstonice          | Vysoká zahrada                 | Břeclav           | slovanská | Dříve zde stávalo hradiště Strachotíngrad.                                                                                      |
| Domoušice                | Domoušice                      | Louny             | halštatská | |
| Drahanovice              | Dubový kopec                   | Olomouc           | | Dosud se zde nepodařilo získat žádné nálezy.                                                                                    |
| Drahany                  |                                | Prostějov         | platěnická | Na místě hradiště později vystavěn hrad Starý Plumlov.                                                                          |
| Drnholec                 | Liščí díry                     | Břeclav           | slovanská | Dlouho považováno za středověký hrádek.                                                                                         |
| Drysice                  |                                | Vyškov            | lužická | Ve středověku místo zastavěno hradem Melice.                                                                                    |
| Dyje                     |                                | Znojmo            | mladší a pozdní doba kamenná, doba bronzová a halštatská | Objeveno v roce 1990 a zatím zkoumáno pouze povrchovým sběrem.                                                                  |
| Grešlové Mýto            | Nad Mírovcem a Na Valech       | Znojmo            | nálevkovité poháry, kanelovaná keramika, jevišovická, únětická | Lokalita Na Valech poprvé zkoumána již v letech 1890-1891.                                                                      |
| Hartvíkovice             | Wilsonova skála                | Třebíč            | jevišovická | Na severním okraji vystavěn hrad Kokštejn.                                                                                      |
| Hlinsko                  | Nad Zbružovým                  | Přerov            | nálevkovité poháry, kanelovaná keramika | |
| Hnanice                  |                                | Znojmo            | mladší neolit, jevišovická, mladší doba bronzová | |
| Holubov                  | Třísov                         | Český Krumlov     | laténská | Naproti oppidu byl vystavěn hrad Dívčí kámen.                                                                                   |
| Horákov                  |                                | Brno-venkov       | jevišovická | |
| Horákov                  | Horákovský hrad                | Brno-venkov       | moravská malovaná keramika, pozdní doba kamenná, středodunajská popelnicová pole, horákovská, slovanská                                                                                    | Část hradiště zabírají terénní zbytky středověkého hradu.                                                                       |
| Horní Kounice            | Hradisko                       | Znojmo            | | Dosud se nepodařilo získat žádné nálezy.                                                                                        |
| Hornice                  | Turecký kopec                  | Třebíč            | jevišovická, halštatská, doba bronzová, laténská, slovanská | |
| Hostim                   | Za Ovčínem                     | Znojmo            | nálevkovité poháry, kanelovaná keramika, jevišovická | |
| Hradec nad Moravicí      |                                | Opava             | pozdní doba kamenná, lužická, slovanská | V roce 1985 objeven v areálu tzv. Bílého zámku příkop z pozdní doby bronzové, snad jižní okraj hradiště.                        |
| Hradec                   | Na Pokladě                     | Chomutov          | lineární keramika, nálevkovité poháry, únětická, mohylová, knovízská, štítarská, halštatská, laténská, slovanská                                                                           | |
| Hradec                   | Hradec u Stoda                 | Plzeň-jih         | slovanská | |
| Hrádek                   | střed obce                     | Znojmo            | dosud nedatováno | Hradiště stávalo ve středu dnešní obce.                                                                                         |
| Hradisko                 | Hradisko u Kroměříže           | Kroměříž          | věteřovská, mohylová, lužická, halštatská | |
| Hranice                  | Maleník                        | Přerov            | kanelovaná keramika | V areálu hradiště stojí zbytky hradu Svrčov.                                                                                    |
| Hrazany                  | Na Hrádnici                    | Příbram           | laténská | |
| Hřivice                  | Okrouhlík                      | Louny             | slovanská | |
| Hrušovany nad Jevišovkou |                                | Znojmo            | dosud nedatováno | Objeveno v roce 1992 za pomoci letecké prospekce.                                                                               |
| Hukvaldy                 | Hukvaldy                       | Frýdek-Místek     | slezskoplatěnická, púchovská | Veškeré stopy po hradišti zničeny při výstavbě hradu Hukvaldy.                                                                  |
| Chotěbuz                 | Podobora                       | Karviná           | lužická, platěnická, slovanská | |
| Chvalatice               | Babka                          | Znojmo            | jevišovická, slovanská | |
| Chvalatice               | Skalka                         | Znojmo            | jevišovická | |
| Chvalčov                 | Hostýn                         | Kroměříž          | lužická, slezskoplatěnická, laténská | Jedná se o jedno ze tří oppid na Jantarové stezce na území Moravy.                                                              |
| Ivančice                 | Réna                           | Brno-venkov       | středodunajská popelnicová pole, jevišovická, slovanská | |
| Jamolice                 | Čertova hráz                   | Znojmo            | jevišovická, mohylová, horákovská | |
| Jankovice                | Komínky                        | Uherské Hradiště  | platěnická | Hradiště objeveno teprve v roce 1998.                                                                                           |
| Jaroměřice nad Rokytnou  | Hradisko                       | Třebíč            | halštatská, slovanská | |
| Jasenice                 |                                | Vsetín            | púchovská | |
| Javorník                 |                                | Hodonín           | pozdní doba bronzová, halštatská | Hradiště je v literatuře poprvé uváděno v roce 1888.                                                                            |
| Jestřabice               | Kamenný stůl                   | Kroměříž          | dosud nedatováno | Hradiště objeveno leteckou prospekcí v roce 1989.                                                                               |
| Jevišovice               | Starý Zámek                    | Znojmo            | moravská malovaná keramika, nálevkovité poháry, kanelovaná keramika, jevišovická, zvoncovité poháry, věteřovská, středodunajská popelnicová pole, horákovská, laténská, slovanská          | Část hradiště včetně opevnění zničena výstavbou středověkého hradu.                                                             |
| Ježkovice                | Černov                         | Vyškov            | laténská, slovanská | Hradiště bývá mylně označováno jako oppidum.                                                                                    |
| Ježkovice                | Na Zbitých                     | Vyškov            | laténská | |
| Jičina                   | Požaha                         | Nový Jičín        | púchovská | Hradiště bývá také uváděno pod katastrálním územím Kojetín.                                                                     |
| Jívová                   |                                | Olomouc           | lužická, platěnická | Místo je zčásti zničeno kamenolomem a výstavbou hradu Tepenec.                                                                  |
| Kal                      | Valy                           | Jičín             | lužická, slezskoplatěnická, slovanská | Součástí hradiště byla pravděpodobně i zástavba na sousedním vrchu Hradiště.                                                    |
| Kadaň                    | Úhošť                          | Chomutov          | vypíchaná keramika, mohylové kultury, knovízská, štítarská, laténská | nejisté hradiště |
| Karlovice/Mašov          | Čertova ruka                   | Semily            | lengyelská, lužická, halštatská, laténská | Na místě hradiště později vystavěn skalní hrad.                                                                                 |
| Katovice                 | Kněží hora                     | Strakonice        | slovanská | |
| Ketkovice                | Kozí hřbety                    | Brno-venkov       | jevišovická | |
| Ketkovice                | Levnov                         | Brno-venkov       | jevišovická | Hradiště se nacházelo na ostrožně těsně pod hradem Levnov.                                                                      |
| Klentnice                | Tabulová hora                  | Břeclav           | mohylová, středodunajská popelnicová pole, pozdní doba kamenná, únětická | |
| Kněždub                  |                                | Hodonín           | únětická, věteřovská, mohylová, středodunajská popelnicová pole, horákovská | |
| Kobeřice                 |                                | Opava             | lužická | |
| Kobeřice                 | Dřínovec                       | Vyškov            | únětická | |
| Kobylí                   | Lacary                         | Břeclav           | | Dosud se zde nepodařilo získat žádné nálezy                                                                                     |
| Kobylí                   | Lumperky                       | Břeclav           | zvoncovité poháry, nálevkovité poháry | Poprvé zveřejněno pod chybným místním názvem Vigrunty.                                                                          |
| Kokory                   | Hradisko                       | Přerov            | platěnická, věteřovská, halštatská | |
| Komňa                    | Bučník                         | Uherské Hradiště  | dosud nedatováno | V roce 1894 poprvé uvedena v literatuře pod názvem Holá stráž.                                                                  |
| Konecchlumí              | Hůra                           | Jičín             | slezskoplatěnická, halštatská, laténská | Dlouhou dobu byla u Konecchlumí uváděna dvě hradiště, po podrobným průzkumu zbylo jedno.                                        |
| Kostelec u Holešova      | Na Hradě                       | Kroměříž          | halštatská | |
| Košíky                   | Sklepiska                      | Uherské Hradiště  | | Dosud se zde nepodařilo získat žádné nálezy.                                                                                    |
| Kotojedy                 | Mohylník                       | Kroměříž          | lužická, platěnická | V literatuře bývá také uváděna pod katastrálním územím obce Jarohněvice.                                                        |
| Kozojedy                 | Dřevíč                         | Rakovník          | neolit, únětická, knovízská, halštatská, slovanská | |
| Kramolín                 | Hradisko                       | Třebíč            | moravská malovaná keramika, nálevkovité poháry, kanelovaná keramika, jevišovická, středodunajská popelnicová pole, horákovská, laténská, slovanská                                         | Osídlení z doby únětické kultury, uváděné ve starší literatuře, nebylo dosud prokázáno.                                         |
| Krhov                    | Malý Chlum                     | Blansko           | lužická, platěnická, horákovská | Místo hradiště je částečně zničeno lomem a rozhlednou.                                                                          |
| Krnov                    | Burgberg                       | Bruntál           | nálevkovité poháry, lužická | |
| Krnov                    | Pfaffenberg                    | Bruntál           | platěnická | Hradiště je také uváděno pod katastrálním územím Kostelec.                                                                      |
| Krnov                    | Cvilín                         | Bruntál           | lužická | Hradiště, částečně zničené středověkým hradem Cvilín a rozhlednou, některými historiky zpochybňováno.                           |
| Křenov                   | Hradiště u Mařína              | Svitavy           | slovanská | Uváděno také jako Křenovské hradisko.                                                                                           |
| Křenovice                |                                | Přerov            | mladší doba bronzová, horákovská | Dosud zde proběhl pouze povrchový sběr.                                                                                         |
| Křepice                  | Hradisko                       | Znojmo            | moravská malovaná keramika, nálevkovité poháry, kanelovaná keramika, jevišovická, únětická, věteřovská, středodunajská popelnicová pole, horákovská, laténská, doba římská, slovanská      | |
| Křinec                   | Chotuc                         | Nymburk           | halštatská, laténská | |
| Křižanovice              | Zámeček                        | Vyškov            | únětická, horákovská | |
| Kunovice                 | Kunovská hůrka                 | Vsetín            | lužická | Dosud zde proběhl pouze povrchový sběr.                                                                                         |
| Kunovice/Loučka          | Světlíkov                      | Vsetín            | lužická, platěnická | Dosud zde proběhl pouze povrchový sběr.                                                                                         |
| Kuřim                    | Záruba                         | Brno-venkov       | pozdní doba kamenná, horákovská | |
| Kylešovice               |                                | Opava             | slovanská | V roce 1928, kdy je hradiště poprvé literárně zmiňováno, je uváděno jako tvrz.                                                  |
| Láz                      | Hradec                         | Strakonice        | doba halštatská, laténská | |
| Lažánky                  |                                | Brno-venkov       | slovanská | |
| Lechovice                | Obersko                        | Šumperk           | platěnická, lužická | |
| Letonice                 | Pod Kyhelcem                   | Vyškov            | únětická | |
| Levousy                  | Levousy                        | Litoměřice        | pozdní doba bronzová, slovanská | |
| Lhánice                  | Na Hrádku                      | Třebíč            | moravská malovaná keramika, nálevkovité poháry, jevišovická | |
| Lhota/Točná              | Závist                         | Praha-západ       | halštatská, laténská | Jedná se o jedno z největších oppid v Česku.                                                                                    |
| Libochovany              | Hrádek                         | Litoměřice        | doba bronzová, halštatská, slovanská | přírodní rezervace Kalvárie |
| Libušín                  | Libušín                        | Kladno            | slovanská | |
| Lidečko                  | Krajčice                       | Vsetín            | lužická | |
| Lidečko                  | Kopce                          | Vsetín            | platěnická, lužická | |
| Litostrov                |                                | Brno-venkov       | horákovská | |
| Loštice                  | Kozí vrch                      | Šumperk           | stěhování národů | |
| Loučka                   | Hrad                           | Vsetín            | púchovská | |
| Loučka                   |                                | Zlín              | | bez datovatelných nálezů |
| Louňovice pod Blaníkem   | Velký Blaník                   | Benešov           | halštatská | Hradiště bylo silně poškozeno při výstavbě rozhledny.                                                                           |
| Ludkovice                | Oberský                        | Zlín              | púchovská | |
| Lukov                    | Ostroh                         | Znojmo            | moravská malovaná keramika, nálevkovité poháry, kanelovaná keramika, jevišovická, bronzová, laténská, hradištní                                                                            | |
| Lukov                    | Velá                           | Zlín              | lužická, platěnická | |
| Lukov                    | Hrad                           | Zlín              | lužická | Ve 13. století zde byl vystavěn hrad Lukov.                                                                                     |
| Lukoveček                | Hrádek                         | Zlín              | lužická, bošácká | |
| Luleč                    | Kolovratnice                   | Vyškov            | | bez datovatelných nálezů |
| Luleč                    | Hradisko Starý zámek u Lulče   | Vyškov            | nálevkovité poháry, kanelovaná keramika, jevišovická, lužická, pozdní latén | |
| Malé Hradisko            | Staré Hradisko                 | Prostějov         | laténská | Jedno ze tří oppid na Jantarové stezce na území Moravy.                                                                         |
| Malhostovice             | Paní hora                      | Brno-venkov       | pozdní doba kamenná, slovanská | |
| Marefy                   | Člupy                          | Vyškov            | únětická | |
| Měnín                    |                                | Brno-venkov       | únětická | |
| Mikulčice                | Valy                           | Hodonín           | střední doba kamenná, moravská malovaná keramika, kanelovaná keramika, jevišovická, zvoncovité poháry, starší doba bronzová, podunajská popelnicová pole, laténská, doba římská, slovanská | |
| Mikulov                  | Zámek                          | Břeclav           | slovanská | Dnes zde stojí mikulovský zámek.                                                                                                |
| Minice                   | Hradiště                       | Mělník            | bylanská, halštatská | |
| Mladějov                 | Hradečná                       | Svitavy           | slovanská | |
| Mohelno                  | Na Hradiskách (též Skřipina)   | Třebíč            | jevišovická, moravská malovaná keramika, nálevkovité poháry, kanelovaná keramika, horákovská, laténská, stěhování národů, slovanská                                                        | |
| Moravičany               |                                | Šumperk           | | bez přesnějšího datování |
| Moravská Třebová         | Zámek                          | Svitavy           | lužická | Snad ve 12. století na jeho místě vystavěn hrad (dnes zámek).                                                                   |
| Moravské Knínice         | Strážná                        | Brno-venkov       | jevišovická, doba bronzová | |
| Morkůvky                 | Hrádek                         | Břeclav           | horákovská | |
| Mukov                    | Mukov                          | Teplice           | neolit, knovízská | |
| Mušov                    | Hradisko                       | Břeclav           | pozdní doba kamenná, únětická, laténská, doba římská | |
| Mušov                    |                                | Břeclav           | mladší doba hradištní | |
| Myslejovice              | Zámčisko                       | Prostějov         | | bez datovatelných nálezů |
| Myslejovice              | Spálený kopec                  | Prostějov         | lužická | |
| Myslejovice              | Křéba                          | Prostějov         | nálevkovité poháry | |
| Náměšť na Hané           | Rmíz                           | Olomouc           | nálevkovité poháry, kanelovaná keramika, platěnická, moravská malovaná keramika, laténská                                                                                                  | |
| Nejdek                   | Pohansko                       | Břeclav           | moravská malovaná keramika, nálevkovité poháry, doba bronzová, laténská, slovanská | |
| Nemojany                 | Blatice                        | Vyškov            | horákovská | |
| Nevojice                 | Strašník                       | Vyškov            | halštatská | |
| Němětice                 | Hradec                         | Strakonice        | halštatská, slovanská | Stopy po hradišti byly zničeny zemědělskou činností.                                                                            |
| Nová Hradečná            | Hradisko                       | Olomouc           | moravská malovaná keramika, platěnická | |
| Nová Ves                 | Rovná                          | Brno-venkov       | jevišovická, moravská malovaná keramika, horákovská | |
| Ohrozim                  | Čubernice                      | Prostějov         | nálevkovité poháry | |
| Olbramovice              | Leskoun                        | Znojmo            | podolská, únětická, věteřovská, horákovská, doba kamenná, podunajská popelnicová pole | |
| Oleksovice               |                                | Znojmo            | horákovská | |
| Olomouc                  | Václavský pahorek              | Olomouc           | nálevkovité poháry, moravská malovaná keramika, jordanovská, věteřovská, lužická, platěnická, slovanská                                                                                    | Později zde byl vystavěn Olomoucký hrad.                                                                                        |
| Olomouc                  | Povel                          | Olomouc           | slovanská | |
| Orlovice                 | Žešov                          | Vyškov            | platěnická | |
| Ořechov                  | Hradisko                       | Brno-venkov       | moravská malovaná keramika | |
| Oslavany                 | Dvorek (či V Zaražených)       | Brno-venkov       | moravská malovaná keramika | |
| Oslavany                 | Náporky                        | Brno-venkov       | jevišovická, horákovská | |
| Oslnovice                |                                | Znojmo            | jevišovická | |
| Ostrava – Koblov         | Landek                         | Ostrava-město     | platěnická, slovanská | |
| Ostroměř                 | Hradišťko                      | Jičín             | slovanská | Na místě nálezy z doby slezskoplatěnické kultury, existence hradiště v té době však dosud nebyla potvrzena.                     |
| Osvětimany               | Nad Spářovy                    | Uherské Hradiště  | mladší doba hradištní | |
| Osvětimany               | Hradisko svatého Klimenta      | Uherské Hradiště  | doba hradištní | |
| Otaslavice               | Kopaniny                       | Prostějov         | neolit, lužická | |
| Otaslavice               | Obrova noha                    | Prostějov         | nálevkovité poháry, pozdní latén | |
| Paršovice                | Maleník                        | Přerov            | kanelovaná keramika, platěnická | |
| Pavlov                   | Děvín                          | Břeclav           | podunajská popelnicová pole | |
| Pavlov                   | Kotel                          | Břeclav           | doba bronzová | |
| Pitín                    | Hradišťko                      | Uherské Hradiště  | | bez nálezů |
| Plaveč                   | Šance                          | Znojmo            | nálevkovité poháry, podunajská popelnicová pole | |
| Podivice                 | Hradisko Na Valech u Podivic   | Vyškov            | halštatská | |
| Podivice                 | Stříbrná                       | Vyškov            | | bez nálezů |
| Podmolí                  | Šobes                          | Znojmo            | moravská malovaná keramika, nálevkovité poháry, jevišovická, podolská, doba římská, horákovská                                                                                             | |
| Polešovice               | Torštot                        | Uherské Hradiště  | slovanská | |
| Postoloprty              | Drahúš                         | Louny             | 11. a 12. století | |
| Pozořice                 | Hlásnice                       | Brno-venkov       | moravská malovaná keramika, nálevkovité poháry, kanelovaná keramika, pozdní doba bronzová                                                                                                  | |
| Pozořice                 | Hrádek                         | Brno-venkov       | jevišovická, horákovská | |
| Pozořice                 | Kněží hora                     | Brno-venkov       | doba kamenná | |
| Pozořice                 | Rékoví                         | Brno-venkov       | pozdní doba kamenná | |
| Prasklice                | Kříby                          | Kromeříž          | únětická, lužická, slezská | |
| Provodov                 | Rysov                          | Zlín              | lužická, platěnická, laténská, púchovská | |
| Prštice                  | Horka                          | Brno-venkov       | jevišovická, horákovská, laténská | |
| Přerov                   | Horní náměstí                  | Přerov            | věteřovská, laténská, slovanská | |
| Přítluky                 | Obecní pastviny                | Břeclav           | mohylová | |
| Ptení                    |                                | Prostějov         | moravská malovaná keramika | |
| Racková                  | Kamenica                       | Zlín              | | bez nálezů |
| Račice                   | U Bílého kříže                 | Vyškov            | doba bronzová | |
| Radošov                  | Stengelberg                    | Karlovy Vary      | knovízská, halštatská, slovanská | |
| Radslavice               | Hradisko Radslavice            | Vyškov            | nálevkovité poháry, kanelovaná keramika, únětická, podunajská popelnicová pole, halštatská, doba hradištní                                                                                 | |
| Rajhrad                  | Rajhrad                        | Brno-venkov       | doba hradištní | V 11. století zde byl vystavěn klášter.                                                                                         |
| Rejkovice                | Plešivec                       | Beroun            | knovízská | |
| Rešice                   |                                | Znojmo            | kanelovaná keramika | |
| Rokytná                  | Malé a Velké Hradisko          | Znojmo            | pozdní doba kamenná, podunajská popelnicová pole, doba hradištní | |
| Roštín                   | Brdo                           | Kroměříž          | lužická, doba hradištní | |
| Roštín                   | Hradisko                       | Kroměříž          | lužická, platěnická | |
| Rudka                    |                                | Brno-venkov       | | bez nálezů |
| Rychtářov                | Valy u Rychtářova              | Vyškov            | lužická | |
| Sedlec                   | Hrad                           | Třebíč            | moravská malovaná keramika, kanelovaná keramika, mladší doba hradištní | Později na jeho místě vystavěn hrad.                                                                                            |
| Sedlec u Mšena           | Hradsko                        | Mělník            | knovízská, slovanská | Hradiště bývá ztotožňováno s hradem Canburg, který roku 805 neúspěšně obléhal Karel Veliký.                                     |
| Senorady                 | Velká skála (či Na Hradiskách) | Třebíč            | moravská malovaná keramika, kanelovaná keramika, jevišovická | |
| Skalice nad Svitavou     |                                | Blansko           | halštatská | |
| Skočice                  | Hrad                           | Strakonice        | únětická, věteřovská, halštatská | |
| Skrbeň                   | Hradisko                       | Olomouc           | moravská malovaná keramika, nálevkovité poháry, zvoncovité poháry, platěnická, slovanská                                                                                                   | |
| Slatinky                 | U Varhan                       | Prostějov         | nálevkovité poháry | |
| Slavkov                  | Kamenný Čupek                  | Uherské Hradiště  | bošácká, laténská | |
| Sobůlky                  | Vala                           | Hodonín           | horákovská, únětická, věteřovská, lužická | |
| Sousedovice              | Libětice                       | Strakonice        | halštatská, slovanská | Hradiště je součástí tzv. Věnecké skupiny, kterou tvoří čtveřice hradišť ve středním Pootaví.                                   |
| Spytihněv                |                                | Zlín              | 12. století | |
| Staré Hobzí              |                                | Jindřichův Hradec | doba kamenná, střední doba hradištní | |
| Staré Město              | Na Valách                      | Uherské Hradiště  | doba hradištní | |
| Stradonice               | Hradiště                       | Beroun            | laténská | |
| Sudoměř                  | Zadní Hrádek                   | Mladá Boleslav    | doba bronzová a halštatská | |
| Štramberk                | Kotouč                         | Nový Jičín        | lengyelská (moravská malovaná keramika), slezskoplatěnická, laténská | Hradiště, kde byl nalezen nejstarší známý výrobek ze stříbra ve střední Evropě, je dnes z velké části zničeno vápencovým lomem. |
| Tmaň                     | Kotýz                          | Beroun            | knovízská, halštatská, slovanská | |
| Třebohostice             | Zámek                          | Strakonice        | halštatská | Hradiště tvoří součást tzv. Věnecké skupiny                                                                                     |
| Třeskonice               | Výrov                          | Louny             | halštatská, slovanská | |
| Velešice                 | Velešice                       | Jičín             | slovanská | |
| Velké Hydčice            | Prácheň                        | Klatovy           | halštatská, slovanská | Akropole hradiště poničeno při výstavbě středověkého hradu                                                                      |
| Vesec u Sobotky          | Poráň                          | Jičín             | slezskoplatěnická, halštatská, slovanská | Hradiště stojí na ostrožně nad údolím Plakánek.                                                                                 |
| Vladořice                | Vladař                         | Karlovy Vary      | mezolit?, halštatská, laténská | |
| Vlastislav               | Na Šancích                     | Litoměřice        | eneolit, mohylové kultury, střední doba bronzová, slovanská | |
| Zabrušany                | Švédské šance                  | Teplice           | nálevkovité poháry, halštatská, slovanská | |
| Zálezly                  | Věnec                          | Prachatice        | halštatská | Hradiště tvoří součást tzv. Věnecké skupiny                                                                                     |
| Zborovy                  | Hrádek                         | Klatovy           | slovanská | |
| Žinkovy                  | Obrovo hradiště                | Plzeň-jih         | nynická, slovanská | Hradiště též nazýváno Na Peklích                                                                                                |